# Петренко, Сергей Владимирович
Сергей Владимирович Петренко (укр. Сергій Володимирович Петренко; род. 1 октября 1955, Одесса, УССР) — советский гребец, трёхкратный чемпион мира (1974, 1975, 1977), двукратный чемпион Олимпийских игр (1976) по гребле на каноэ. Заслуженный мастер спорта СССР (1976).

## Биография
Сергей Петренко родился 1 октября 1955 года в Одессе.
В 1981 году закончил факультет физического воспитания Одесского государственного педагогического института имени К. Д. Ушинского.
Начался заниматься греблей в спортивном обществе «Локомотив» под руководством Вячеслава Сорокина, который впоследствии передал его Виктору Полякову.

## Спортивная карьера
- Двукратный олимпийский чемпион 1976 года в каноэ-двойке с Александром Виноградовым на дистанциях 500 и 1 000 м[2]
- Трёхкратный чемпион мира в каноэ-одиночке: 1974 (500 м), 1975 (500 м) и каноэ-двойке 1977 (10 000 м)
- Серебряный призёр чемпионатов мира в каноэ-одиночке: 1978 (500 м), 1979 (500 м) и каноэ-двойке 1982 (500 м)
- Бронзовый призёр чемпионата мира в каноэ-двойке: 1983 (10 000 м)
- Многократный чемпион СССР в различных дисциплинах (1974—1977, 1979, 1980, 1982, 1983).

## Государственные награды
- Орден Трудового Красного Знамени (СССР, 1976 год)
- Орден «За заслуги» III степени (Украина, 2002 год)[3]